# Campionato italiano di calcio
Il campionato italiano di calcio  è  un insieme di tornei nazionali e regionali istituiti dalla Federazione Italiana Giuoco Calcio (FIGC).
I campionati sono suddivisi e organizzati in nove livelli, di cui i primi tre sono inquadrati nell'area del professionismo, mentre i restanti sei sono a carattere non professionale o dilettantistico.
La Lega Nazionale Professionisti Serie A organizza e dirige il maggiore livello, la Serie A, mentre la Lega Nazionale Professionisti Serie B organizza e dirige la Serie B. La Lega Italiana Calcio Professionistico sovrintende allo svolgimento del campionato di Serie C, il terzo e ultimo livello professionistico. L'organico complessivo delle tre leghe superiori consta di un totale di cento squadre per 97 società, rendendo il settore professionistico italiano il più numeroso del mondo. I diversi campionati a carattere dilettantistico sono organizzati dalla Lega Nazionale Dilettanti, il cui campionato più importante, la Serie D, ultima a livello nazionale, rappresenta il quarto livello del calcio italiano e la porta di entrata verso il professionismo.
I campionati sono organizzati in un girone all'italiana a doppio turno, in cui le squadre si affrontano due volte a campi invertiti. Il punteggio in classifica è così assegnato: tre punti per la vittoria, nessun punto per la sconfitta, un punto a testa per il pareggio.
In caso di arrivo in parità, per la formulazione della classifica finale si terrà conto, nell'ordine, dei seguenti criteri:
- classifica avulsa (punti ottenuti negli scontri diretti);
- differenza reti negli scontri diretti;
- differenza reti generale;
- maggior numero di gol realizzati;
- sorteggio.

## Storia

### Dal 1898 al 1919
I primi sette campionati di calcio si disputarono nell'arco di poche giornate e vi parteciparono da quattro a otto squadre in un meccanismo a eliminazione diretta limitato al ricco Triangolo industriale. Nel 1904 la Federazione italiana, appena ammessa nella FIFA, operò la prima riforma dei campionati, prevedendo dall'anno successivo un nuovo formato a gironi e la possibilità, per le squadre minori, di iscriversi in alternativa al torneo nazionale di Seconda Categoria (dove militavano anche le seconde squadre delle società di Prima Categoria, anzi, l'edizione del 1904 fu disputata esclusivamente dalle squadre riserve), mentre nel 1906 fu istituita anche una Terza Categoria, principalmente per terze squadre di età mista (non solo minorenni al di sotto dei 21 anni), ma liberamente aperta anche a formazioni titolari di ancor più limitata levatura.
Alla fine del primo decennio del XX secolo si verificarono importanti cambiamenti. Le stagioni 1908 e 1909 si caratterizzarono per il tentativo della Federazione di "nazionalizzare" a forza il campionato, favorendo le nostrane Unioni Sportive e Ginniche a discapito degli esterofili Football Club. La Prima e la Seconda Categoria (ma non la Terza) furono sdoppiate in due competizioni: una "italiana" autarchica, che assegnava il tradizionale titolo di "Campione d'Italia", e una "federale" aperta a tutti, abbinata al neonato titolo di "Campione Federale d'Italia". La sottrazione agli stranieri del diritto di competere per il titolo di "Campione d'Italia" provocò la tenace reazione dei Football Club: essi dapprima saltarono un'intera stagione, rendendo il torneo "italiano" l'unico ufficiale del 1908, e successivamente boicottarono il solo campionato "italiano" 1909, imponendo alla FIF di riconoscere come titolo tricolore quello "federale". Ad approfittare della situazione fu la Pro Vercelli, che vinse i due campionati regolari. Il fallimento del progetto autarchico della Federazione determinò una nuova riforma che, sul modello della First Division inglese, nella stagione 1909-10 portò a un primo esperimento di girone unico, vinto dall'Inter.
La Federazione era a questo punto intenzionata ad allargare gli angusti confini del torneo, onde conferirgli una reale valenza nazionale, nonostante la nettissima differenza di valore fra le squadre provenienti dalle diverse parti del Paese. Nel 1910 essa decise dunque di istituire un campionato di Prima Categoria anche per la Seconda Sezione (Italia Nord-Orientale), ammettendovi tre venete e un'emiliana, il Bologna. La vincente della Seconda Sezione avrebbe disputato una finalissima per il titolo nazionale contro il campione della prima sezione (Italia Nord-Occidentale), sfida che rimaneva comunque una formalità, dato il netto divario esistente tra le compagini nord-orientali e quelle del Triangolo Industriale. Per garantire la definitiva patente di nazionalità al titolo, la FIGC aveva però bisogno che il campionato coinvolgesse anche tutto il Centro e il Sud: pertanto, attuò una sfasatura tra l'organizzazione calcistica delle due parti del Paese, elevando d'ufficio i modesti e già esistenti tornei del Centro e del Sud (per lo più di Terza Categoria, anche se per tre stagioni, dal 1909-1910 al 1911-1912, si disputò anche un campionato meridionale di Seconda Categoria) alla Prima Categoria, pur non essendo tali raggruppamenti paragonabili a quelli del Nord. Al campione dell'Italia Centrale, Meridionale e Insulare fu garantito l'accesso alla finalissima per il titolo contro il campione settentrionale, sfida che però rimaneva una formalità, dato il netto divario esistente in favore delle squadre settentrionali.
Se da un lato, però, si era istituito il Campionato di Promozione che metteva in palio una serie di promozioni al massimo torneo, il contrario sistema delle retrocessioni, sperimentato nel 1912-1913, fu subito di fatto abbandonato a suon di riammissioni: nei campionati dal 1912 al 1915 ci fu una vera esplosione di iscritte, in crescendo trenta, quarantacinque e persino cinquantuno squadre nel campionato 1914-1915, l'ultimo disputato prima della Grande guerra. Si tentò a questo punto di ridurre i quadri e nell'agosto 1914 si propose di suddividere la Prima Categoria per l'Italia Settentrionale in una Categoria A e in una Categoria B, entrambe a diciotto squadre, a partire dalla stagione 1915-1916. Perciò, fu stabilito che il campionato di Prima Categoria 1914-1915 (a cui parteciparono trentasei squadre per l'Italia Settentrionale) avrebbe avuto carattere di qualificazione: soltanto le prime tre classificate di ognuno dei sei gironi eliminatori sarebbero state ammesse in Categoria A, mentre le rimanenti sarebbero retrocesse nei campionati minori. Tuttavia, in seguito alla sospensione bellica, tale riforma venne annullata e al campionato 1919-1920 furono ammesse ben quarantotto squadre per l'Italia Settentrionale.

### Dal 1919 al 1926
Con la ripresa postbellica del 1919, cominciarono intensi dibattiti in vista di una riduzione e razionalizzazione del campionato: fu proposto, in particolare, di ridurre il campionato di massima serie 1920-1921 (ribattezzato Categoria A) a sole ventiquattro squadre per l'Italia Settentrionale, ammettendovi le prime tre classificate di ogni girone, mentre le rimanenti avrebbero formato la Categoria B. Tuttavia, tali discussioni sfociarono in un nulla di fatto a causa dell'ostruzionismo delle "provinciali", che temevano per il proprio futuro all'interno di un eventuale torneo più elitario. L'Inter nel 1920 e la Pro Vercelli nel 1921 si laurearono così campioni dopo una lunga serie di gironi e partite: al Campionato 1920-21 parteciparono addirittura ottantotto squadre, di cui sessantaquattro settentrionali.
|             | FIGC                      | CCI                         |
| I livello   | Prima Categoria           | Prima Divisione             |
| II livello  | Promozione Regionale      | Seconda Divisione Regionale |
| III livello | Terza Categoria Regionale | Terza Divisione Regionale   |

| I livello   | Prima Divisione            |
| II livello  | Seconda Divisione          |
| III livello | Terza Divisione Regionale  |
| IV livello  | Quarta Divisione Regionale |

Vittorio Pozzo, sostenuto dalle grandi società, presentò quindi un piano di riforma che prevedeva l'eliminazione delle eliminatorie regionali, sostituite con grandi gironi estesi all'intero Nord Italia; ciò postulava una decisa decurtazione delle partecipanti al campionato, infatti ci si orientò verso la cifra di ventiquattro partecipanti suddivise in due gruppi, un livello leggermente superiore a quello delle sedici ammesse alle semifinali della stagione in via di conclusione, calcolato in modo da mantenere sostanzialmente invariato il numero di gare disputate dai futuri campioni d'Italia rispetto al recente passato. Il progetto Pozzo prevedeva così:
1. una Prima Divisione, o Divisione A, a ventiquattro squadre, così suddivise: sette del Piemonte, cinque della Lombardia, tre della Liguria, quattro dell'Emilia, tre del Veneto e due della Toscana.
2. una Seconda Divisione, o Divisione B, a quarantotto squadre, a cui avrebbero partecipato le partecipanti al Campionato di Prima Categoria 1920-21, ma non ammesse alla nuova Prima Divisione, più le vincenti delle Finali di Promozione Regionale.
3. una Terza Divisione, o Divisione C, a livello regionale, a cui avrebbero partecipato le squadre di Promozione non ammesse alla Seconda Divisione, più le vincenti dei campionati di Terza Categoria Regionale.
4. una Quarta Divisione, o Divisione D, a livello regionale, corrispondente alla vecchia Terza Categoria Regionale.

Fu così che le ventiquattro maggiori società italiane, approvando la riforma di Pozzo, si riunirono a Milano, firmando il cosiddetto "patto di Milano", che stabiliva che le squadre ammesse alla nuova Prima Divisione ridotta a ventiquattro squadre sarebbero state solo loro.
Le società minori si opposero al piano di riforma proposto da Pozzo e proposero all'Assemblea il loro piano di riforma, progetto delle società minori, concordato a Novi e a Milano, che praticamente lasciava tutto invariato:
1. Prima Categoria a settantadue squadre, suddivise in otto gironi eliminatori.
2. Promozione, senza cambiamenti e con le sei vincenti promosse.
3. Terza Categoria, con l'esclusione delle terze squadre.

Il progetto prevedeva, inoltre, la disputa di una Coppa Italia, riservata per le eliminate dalla Prima Categoria e dalla Promozione.
Fu così che Pozzo arrivò a presentare il suo progetto a Torino, sede della Federazione, in un clima di tensione la mattina di domenica 24 luglio, lo stesso giorno della finalissima fra Pro Vercelli e Pisa in programma nel pomeriggio nel capoluogo piemontese, e in occasione della quale il Consiglio Federale era stato convocato. Le piccole società, ritrovatesi a loro volta a Novi Ligure il giorno prima, erano decise a dar battaglia. Infatti, il Consiglio Federale, con 113 voti contro 65, bocciò la riforma Pozzo. L'insofferenza delle società metropolitane era però giunta al culmine: fu così che ventiquattro squadre, le più forti e rappresentative, abbandonarono la federazione, fondando una Confederazione Calcistica Italiana col compito di organizzare un campionato sul sistema del Progetto Pozzo. Nel 1922 si ebbero così due campioni, la sorprendente Novese e una Pro Vercelli giunta al canto del cigno, mentre la Coppa Italia fu vinta dal sorprendente Vado Ligure, una squadra di Promozione; ma l'insostenibilità della situazione portò le due fazioni a riconciliarsi sulla base del Compromesso Colombo, che stabilì che:
- le due associazioni sarebbero state riunificate mediante lo scioglimento della Confederazione e il reintegro delle società secessioniste nei ranghi federali;
- il campionato 1922-23, ora denominato Prima Divisione sulla falsariga di quello organizzato dalla C.C.I., sarebbe stato composto da trentasei squadre suddivise in tre gironi;
- il nuovo torneo sarebbe stato gestito operativamente dalla Lega Nord e dalla Lega Sud della disciolta Confederazione e ora integrate nell'organigramma della Federazione;
- nel settore meridionale si manteneva la solita struttura dei campionati regionali, riservandosi di operare tutte le misure necessarie per elevarne il tasso tecnico;
- le vecchie categorie venivano abolite e tutte le squadre affiliate alla Federazione sarebbero state redistribuite su quattro livelli, di cui la Seconda Divisione e la Prima, a carattere nazionale e gestite dalle Leghe Nord e Sud, mentre i Comitati Regionali federali avrebbero continuato a organizzare i campionati regionali dove le precedenti categorie "Promozione" e Terza Categoria" sarebbero state trasformate in Terza e Quarta Divisione;
- a partire dalla successiva stagione 1923-24, il campionato sarebbe stato formato da sole ventiquattro squadre mediante la retrocessione di dodici squadre e il blocco una tantum delle promozioni;
- la Federazione doveva riconoscere la piena validità del titolo di Campione d'Italia guadagnato dalla Pro Vercelli nel concluso torneo confederale.

Il Compromesso Colombo consacrava così la nuova massima categoria, la Prima Divisione, composta da una Lega Nord a trentasei società, da ridursi a ventiquattro a partire dalla stagione successiva, più una Lega Sud che, invece, continuava coi vecchi gironi regionali. La nuova Seconda Divisione comprendeva invece quarantotto società, suddivise in sei gironi da otto partecipanti, così stabilite:
- quattro perdenti gli spareggi previsti dal Compromesso Colombo, più le due perdenti gli spareggi-salvezza del torneo CCI[6][7]
- ventotto provenienti dalla Prima Categoria FIGC;
- quattro provenienti dalla Seconda Divisione CCI (i quattro campioni regionali);
- sei provenienti dalla Promozione FIGC (i sei campioni regionali);
- due provenienti dalla Venezia Giulia;
- una indicata dalla CCI;
- una indicata dalla FIGC;

In seguito allo scioglimento o la mancata iscrizione di ben dieci delle aventi diritto a parteciparvi, furono ammesse al loro posto le seconde classificate dei campionati regionali di Promozione FIGC e Seconda Divisione CCI.
I vincenti dei gironi di finale di Terza Divisione venivano inoltre promosse, in caso di vittoria nello spareggio con squadre della categoria superiore, in Seconda Divisione.
Dalla stagione 1922-23 a quella 1925-26, il campionato fu quindi strutturato in tal modo:
- Nord
  - Prima Divisione (tre gironi da dodici per un totale di trentasei squadre, ridotte a ventiquattro suddivise in due gironi da dodici a partire dal 1923-24): Subnazionale, con gironi estesi a tutto il Nord Italia. Era prevista una finale tra le vincenti dei gironi, più la retrocessione per l'ultima di ogni girone.
  - Seconda Divisione (sei gironi da otto squadre, poi ridotti a quattro da dieci a partire dal 1924-25): Interregionale, con finali subnazionali tra le vincenti dei gironi con due posti in palio per la Prima Divisione. Retrocessione per le ultime di ogni girone.
  - Terza Divisione: Regionale, con finali regionali o interregionali tra le vincenti dei gironi, con un posto in palio per la Seconda Divisione per ogni girone finale. Non esistono retrocessioni in Quarta Divisione.
  - Quarta Divisione: Regionale. Le migliori promosse in Terza Divisione.
- Sud
  - Prima Divisione: Regionale, con le prime due di ogni girone regionale (tranne per Marche e Sicilia, dove solo il campione regionale è ammesso) ammesse ai due gironi di semifinale. Le vincenti dei due gironi di semifinale si scontrano alla Finale di Lega Sud.
  - Seconda Divisione: Regionale, con un numero variabile di promozioni in Prima Divisione.
  - Terza Divisione: Regionale, con le migliori promosse in Seconda Divisione.
  - Quarta Divisione: Regionale, con le migliori promosse in Terza Divisione.

La riforma era quindi perfettamente riuscita, spacchettando le 64 squadre settentrionali della defunta Prima Categoria nelle due divisioni della Lega Nord, passando quindi da un sistema a tre a uno a quattro livelli. Gli epiloghi dei campionati 1924 e 1925, nei quali le doppie finali per l'assegnazione dello scudetto erano giunte a un livello di tensione tale da comportare ingestibili problemi di ordine pubblico, obbligarono tuttavia a riconsiderare la struttura del Progetto Pozzo. Si fece dunque largo l'idea dell'istituzione di una divisione d'onore a girone unico a sedici squadre; tale proposta aveva anche il pregio di aumentare gli scontri diretti fra le maggiori società nazionali, ridottisi dopo la divisione in due gironi separati. L'attuazione di tale piano imponeva, tuttavia, la riduzione del numero delle partecipanti al torneo: venne dunque deciso, all'assemblea federale del 17 agosto 1925, che, a fine stagione, sarebbero state ben quattro le retrocessioni per ogni girone della Lega Nord. Per definire nei dettagli la prevista riforma e modificare pesantemente lo statuto federale, la FIGC istituì all'uopo la cosiddetta "Commissione dei tredici", che nel settembre 1925 deliberò che i campionati 1926-27 si sarebbero disputati secondo la seguente piramide:
1. Divisione Nazionale a sedici squadre (girone unico): «le sedici squadre della Divisione Nazionale saranno le prime otto classificate nei due gironi della I Divisione del Campionato 1925-1926».
2. Prima Divisione (Nord) a ventiquattro squadre (due gironi interregionali da dodici): «le ventiquattro squadre saranno costituite dalle otto eliminate dalla Divisione Nazionale e dalle sedici prime classificate (quattro per ognuno dei quattro gironi) nel Campionato di II Divisione 1925-1926».
3. Seconda Divisione (Nord) a ventiquattro squadre (due gironi interregionali da 12): «le ventiquattro squadre saranno costituite dalle classificate dalla quinta all'ottava nei quattro gironi del campionato di II Divisione 1925-1926 e dalle otto prime classificate nel campionato di III Divisione 1925-1926, le quali si sostituiranno alle ultime dodici classificate (tre per ogni girone) nella II Divisione 1925-1926 (portata a undici squadre) che dovranno retrocedere».

La Prima e la Seconda Divisione sarebbero state gestite dalla Lega Nord delle Società Maggiori, mentre i campionati regionali di Terza e Quarta Divisione sarebbero stati coordinati dalla Lega Nord delle Società Minori, che avrebbe organizzato direttamente le finali per la promozione in Seconda Divisione. Era prevista l'istituzione delle leghe delle società maggiori e delle società minori anche al Sud. Si noti la decisione di escludere dalla Divisione Nazionale 1926-27 le squadre della Lega Sud, il cui campionato, a partire dalla stagione 1926-27, avrebbe dovuto essere parificato al nuovo secondo livello calcistico. Inoltre, solo la vincente della finalissima tra le squadre campioni della Prima Divisione Nord e della Prima Divisione Sud sarebbe stata promossa in Divisione Nazionale, sostituendo l'ultima classificata nel girone unico. L'esclusione delle squadre centro-meridionali dalla Divisione Nazionale suscitò le proteste dell'Alba, la quale chiese l'allargamento della Divisione Nazionale 1926-27 da sedici a diciassette squadre con l'inclusione in soprannumero del campione della Lega Sud 1925-1926. Questa proposta fu accolta ben prima della Carta di Viareggio.
Anche questa stagione si concluse in modo confuso, con diverse gare rinviate per problemi di ordine pubblico, i dirigenti federali divisi sul da farsi e le grandi società a spingere per una nuova riforma del campionato, confacente ai loro interessi. La crisi gestionale del mondo del calcio italiano si aggravò fra maggio e giugno, quando scoppiò uno sciopero arbitrale. Il regime fascista, interessato alla sottomissione dello sport nazionale al suo disegno totalitario, reagì duramente a questa forma di protesta, già bandita dal governo in altri settori. Il 27 giugno l'intera dirigenza della Federazione rassegnò le dimissioni ma, anziché indire nuove elezioni, demandò i propri poteri al CONI, già controllato dal regime tramite il suo presidente Lando Ferretti; costui nominò a sua volta tre importanti personalità, il presidente della Fortitudo Roma Italo Foschi, il Presidente dell'Associazione Italiana Arbitri ex vicepresidente dell'Inter Giovanni Mauro e il presidente del Bologna Paolo Graziani, a formare una Commissione di Riforma dell'ordinamento della FIGC. Ritiratisi in Versilia, il 2 agosto i tre dirigenti emanarono la Carta di Viareggio, documento che aprì il calcio italiano al professionismo, ma sancì il definitivo assoggettamento della Federazione al totalitarismo fascista.

### Dal 1926 al 1929
| I livello   | DDS Divisione Nazionale Nazionale a gironi nazionali                            |
| II livello  | DDS Prima Divisione Nazionale a gironi interregionali                           |
| III livello | DDIN & DDIS Seconda Divisione Subnazionale a gironi interregionali              |
| IV livello  | Direttori Regionali Terza Divisione Regionale a gironi unici o interprovinciali |

| I livello   | DDS Divisione Nazionale Nazionale a gironi nazionali                            | DDS Divisione Nazionale Nazionale a gironi nazionali                            |
| II livello  | DDS Prima Divisione Nord Subnazionale a gironi interregionali                   | DM Campionato Meridionale Subnazionale a gironi interregionali                  |
| III livello | DDIN Seconda Divisione Nord Subnazionale a gironi regionali                     | DM Campionato Meridionale Subnazionale a gironi interregionali                  |
| IV livello  | Direttori Regionali Terza Divisione Regionale a gironi unici o interprovinciali | Direttori Regionali Terza Divisione Regionale a gironi unici o interprovinciali |

La carta di Viareggio, oltre a stabilire l'apertura al professionismo e il blocco degli stranieri, segnò inoltre il secondo decisivo passo, dopo il Progetto Pozzo, verso l'introduzione di un girone unico nel campionato italiano. I princìpi di unità nazionale portati avanti dal fascismo mal si rispecchiavano in un torneo che fin dalla sua nascita era stato nettamente suddiviso fra un campionato del Nord al quale afferivano tutte le importanti società calcistiche italiane, e uno del Sud contraddistinto dal miserrimo livello tecnico e le cui vincitrici ricevevano sistematicamente pesanti cappotti nelle finalissime nazionali. Venne quindi disposta:
1. la creazione di una Divisione Nazionale unica per tutta Italia per l'assegnazione dello scudetto, formata da due raggruppamenti per un totale di venti squadre. Di queste, tenendo inevitabilmente conto dell'abissale differenza di valore sportivo fra i sodalizi delle due metà della Penisola, diciassette sarebbero giunte dalla ex Lega Nord, e tre dalla ex Lega Sud. In particolare, le squadre del Nord sarebbero state le sedici aventi diritto alla partecipazione al massimo campionato della nuova stagione, più un'ultima da individuarsi grazie a un torneo di spareggio fra le otto retrocesse dell'annata appena conclusa. Per quanto riguarda il Sud, due posti vennero attribuiti alle due fresche finaliste di Lega, l'Internaples e l'Alba, mentre il terzo fu assegnato d'ufficio alla romana Fortitudo: tale atto d'imperio fu giustificato con la necessità di dare adeguata visibilità alla Capitale con due squadre diverse nel campionato come accadeva alle grandi città del Nord, ma non può passare inosservato il fatto che presidente della Fortitudo era proprio Italo Foschi, cioè uno dei tre redattori della Carta stessa.
2. Il secondo gradino nella nuova piramide calcistica fu preso dalla vecchia e ora degradata Prima Divisione. In un primo momento si era pensato di strutturare il torneo su gironi di otto squadre, mentre poi, per analogia con la serie superiore, i ranghi di ogni raggruppamento furono elevati a dieci. Furono dunque istituiti un Gruppo Nord da trenta squadre, ulteriormente frazionato in tre gironi equivalenti, e un Gruppo Sud da dieci. Le società del Nord sarebbero state le sette retrocesse dagli spareggi per l'ammissione alla Divisione Nazionale, più ventidue formazioni d'élite della Seconda Divisione 1925-26, e con l'aggiunta infine della marchigiana Anconitana che veniva aggregata al torneo settentrionale. Le società del Sud, inquadrate in un girone unico, furono invece scelte fra quelle intermedie nelle classifiche della scorsa Prima Divisione, tolte le tre ammesse alla Divisione Nazionale e le retrocesse nella Seconda Divisione.
3. Al di sotto il terzo gradino consistette nella Seconda Divisione, con un Gruppo Nord strutturato in maniera identica a quello della categoria cadetta, e un Gruppo Sud che raccoglieva invece quella trentina di società appartenenti alla disciolta Lega Sud che non erano riuscite a trovar spazio nelle serie superiori.
4. Scendendo ulteriormente, i Direttori Regionali avrebbero organizzato, a seconda del numero delle società a essi affiliate, una Terza Divisione mentre la Quarta Divisione veniva definitivamente abolita attraverso l'ammissione d'ufficio di tutte le società aventi almeno due anni di anzianità in seno alla FIGC (e per questo motivo a due regioni, alla Lombardia e all'Emilia, fu concesso di organizzarla fino al 1927-28 per poter progressivamente ammettere alla Terza Divisione le società di più recente affiliazione).

La ristrutturazione su scala nazionale dei campionati non poteva avvenire in molte realtà locali sulla base delle società esistenti. Specialmente nelle città del Sud vi era una pletora di piccolissime squadre insignificanti dal punto di vista tecnico, ciascuna rispecchiante un singolo quartiere o una particolare classe sociale. In particolare, i tre maggiori nuclei urbani del Centro-Sud, Firenze, Roma e Napoli, non avevano una singola società che potesse neanche lontanamente competere con i grandi club del Nord. Il regime fascista decise quindi di creare una squadra competitiva per ognuna delle città citate (e anche per altre), costringendo quelle esistenti a fondersi tra loro: così, a Firenze, dalla fusione del Club Sportivo Firenze con la Palestra Ginnastica Fiorentina Libertas, nacque la Fiorentina (1926); a Roma, con la fusione tra Alba, Fortitudo e Roman, sorse la Roma (1927); a Napoli, invece, già da quattro anni si aveva una rappresentante unica, l'Internaples. Anche qui però il livello tecnico era oltremodo basso e fu così che l'imprenditore Giorgio Ascarelli convinse i soci dell'Internaples a sciogliere la società e a formare un rinnovato sodalizio con l'apporto di forze nuove: nacque così il Napoli. Le fusioni societarie continuarono negli anni immediatamente successivi, sempre su spinta del regime, che vedeva di cattivo occhio rivalità all'interno delle città, contrastanti con le sue finalità di pace sociale. Fu così che nel 1928 la Liberty e l'Ideale formarono il Bari F.C., mentre simili iniziative si diffusero in tutta Italia, come, ad esempio, a Taranto e a Fiume. Un minor numero di squadre avrebbe inoltre dato la possibilità a un maggior numero di città di partecipare ai più importanti campionati: in tal senso va letta la creazione della Dominante, in pratica la prima versione della Sampdoria, dall'unione fra Andrea Doria e Sampierdarenese, e quella dell'Ambrosiana dalla fusione fra Inter e US Milanese.
La nuova formula della Divisione Nazionale prevedeva ora, in luogo della serie di finali, un raggruppamento conclusivo con le migliori squadre sei squadre (tre per girone) della fase eliminatoria, mentre le escluse avrebbero partecipato a un torneo di consolazione, detto "Coppa CONI", e le peggiori quattro (due per girone) sarebbero state retrocesse in Prima Divisione (il campionato cadetto). Il Torino, allestito dal presidente conte Enrico Marone di Cinzano, vinse il proprio girone e, trascinato dal cosiddetto Trio delle Meraviglie composto da Julio Libonatti, Adolfo Baloncieri e Gino Rossetti, spiccò il volo, tagliando in testa il traguardo. La gioia dei granata fu però di breve durata, poiché nell'autunno successivo il sodalizio piemontese incappò nello scandalo del Caso Allemandi, in cui venne accusato di aver avvicinato e corrotto il terzino juventino Luigi Allemandi, e che gli costò la revoca dello scudetto. La reazione psicologica alla condanna, avvenuta al termine di un procedimento giudiziario controverso, fu comunque la molla per il rilancio in classifica dei granata, partiti inizialmente un po' appagati nella nuova stagione. La sorte volle che la nuova annata divenisse quasi la copia della precedente, e il 22 luglio, allo stadio stadio San Siro di Milano, il Torino si riaggiudicò nuovamente un titolo, che questa volta non gli tolse nessuno.
Il deciso attivismo del presidente federale Leandro Arpinati partorì nell'estate del 1928 una novità che divenne tappa storica per il calcio italiano. Il mondo del pallone tricolore era infatti oramai pronto per dare una svolta che lo portasse ad assumere un'organizzazione simile a quella del campionato inglese e fu così decisa quella svolta che portò all'introduzione anche in Italia della formula del Girone Unico, tra le proteste dei club più piccoli, spaventati all'idea di venire inghiottiti, come puntualmente avvenne, dalle categorie inferiori. Il 18 marzo una deliberazione del Direttorio Federale annunciava che:
(Deliberazione della FIGC riportato da La Stampa del 19 marzo 1928, p. 2.)
Il nuovo campionato sarebbe stato quindi l'ultimo disputato con la formula dei due gironi introdotta nel 1921, mentre dalla stagione successiva le grandi squadre sarebbero state riunite in un nuovo torneo, la Serie A, mentre le escluse avrebbero costituito l'altrettanto inedita Serie B. Tuttavia, successivamente, Arpinati decise di allargare ulteriormente l'ultimo campionato di Divisione Nazionale. Con decreto del 28 giugno, deliberò che:
(Deliberazione della FIGC riportato da La Stampa del 29 giugno 1928, p. 5.)
Ripescò quindi anche le due ultime classificate del campionato di Divisione Nazionale appena concluso (Verona e Reggiana) e vennero quindi promosse d'ufficio le seconde classificate dei quattro gironi della Prima Divisione appena conclusa, tra cui spiccavano due società rappresentanti capoluoghi regionali, cioè il Venezia e la giovanissima Fiorentina. A completare l'organico venne iscritta d'ufficio la Triestina, con l'evidente obiettivo politico di inserire nel giro del grande calcio quei territori orientali annessi dall'Italia nel 1919 con la vittoria nella Grande Guerra, ma che fino a quel punto non erano riusciti a scalfire le gerarchie del consolidato calcio della Penisola. Fu promossa a tavolino anche la US Milanese, che tuttavia prima dell'inizio del campionato fu costretta dalle autorità fasciste a fondersi con l'Inter, formando la nuova società dell'Ambrosiana; essendo rimasto un posto vacante a causa della fusione, fu ammessa in extremis in Divisione Nazionale la Fiumana, sempre con l'intento di inserire nel giro del grande calcio squadre provenienti dalla Venezia Giulia.
Tale allargamento una tantum dell'ultimo torneo di Divisione Nazionale, ottenuto ripescando tutte le retrocesse e includendovi varie squadre cadette, era finalizzato a dare maggiore rappresentatività geografica alla manifestazione. Le trentadue società partecipanti al Campionato di Divisione Nazionale sarebbero state suddivise in due serie:
1. le prime otto classificate di ogni girone avrebbe formato la Divisione Nazionale Serie A;
2. quelle intermedie tra la nona e la quattordicesima posizione sarebbero state ammesse alla Divisione Nazionale Serie B insieme con le quattro vincenti della Prima Divisione;
3. le ultime due classificate sarebbero state retrocesse in terza serie (Prima Divisione).

A campionato concluso, Arpinati decise tuttavia di allargare il primo campionato di Serie A a diciotto squadre, ammettendovi quindi anche Napoli, Lazio e Triestina, e anche il campionato di Serie B venne allargato a diciotto squadre, ripescando nel campionato cadetto le quattro retrocedende in Prima Divisione. La finale tra le due vincenti dei gironi vide i granata soccombere al Bologna nello spareggio disputato al Flaminio di Roma.
Il 6 ottobre 1929 si disputarono dunque le prime nove partite del campionato 1929-30 che alla fine vide il successo della nuova Ambrosiana di Giuseppe Meazza, una squadra creata dal regime fondendo d'autorità l'Inter con l'Unione Sportiva Milanese.

### Dal 1929 al 1943
| I livello   | DDS - Div.Naz. Serie A Nazionale a girone unico                                 |
| II livello  | DDS - Div.Naz. Serie B Nazionale a girone unico                                 |
| III livello | DDS & DM Prima Divisione Nazionale a gironi interregionali                      |
| IV livello  | DDIN & DM Seconda Divisione Subnazionale a gironi regionali                     |
| V livello   | Direttori Regionali Terza Divisione Regionale a gironi unici o interprovinciali |

| I livello   | DDS - Div.Naz. Serie A Nazionale a girone unico                                   |
| II livello  | DDS - Div.Naz. Serie B Nazionale a girone unico                                   |
| III livello | DDS Prima Divisione Interregionale a gironi interregionali                        |
| IV livello  | Direttori Regionali Seconda Divisione Regionale a gironi unici o interprovinciali |
| V livello   | Direttori Regionali Terza Divisione Regionale a gironi unici o interprovinciali   |

| I livello   | Serie A                     |
| II livello  | Serie B                     |
| III livello | Serie C                     |
| IV livello  | Prima Divisione Regionale   |
| V livello   | Seconda Divisione Regionale |

La Serie A come la conosciamo oggi nacque nel 1929, in seguito alla riforma voluta da Arpinati, che stabilì la seguente gerarchia:
1. Divisione Nazionale, ulteriormente suddivisa in:
  1. Serie A (girone unico a diciotto squadre, la prima classificata vince lo scudetto, le ultime due retrocedono)
  2. Serie B (girone unico a diciotto squadre, le prime due vengono promosse, le ultime quattro retrocedono)
2. Divisioni non nazionali (interregionali o regionali), ovvero:
  1. Prima Divisione (quattro gironi da quindici squadre, in ogni girone la prima classificata viene promossa e le ultime due retrocedono)
  2. Seconda Divisione (gironi interregionali, con gironi di finale Nord e Sud; otto squadre vengono promosse, l'ultima retrocede)
  3. Terza Divisione (gironi regionali, con finali interregionali con in palio la promozione per la vincente di ogni girone)

In otto anni di riforme la Prima Categoria del 1921 era stata spacchettata in tre serie, mantenendo approssimativamente i rapporti numerici fra nord e sud e passando complessivamente da tre a cinque divisioni. A partire dalla stagione 1930-31, la Seconda Divisione diventò un campionato regionale, mentre la Prima Divisione subì un progressivo allargamento: si salì a sei gironi nella stagione 1930-31, addirittura a nove nella stagione 1932-33, per poi scendere a otto nelle stagioni 1933-34 e 1934-35. Tutto ciò fu conseguenza dell'aumento dei gironi e che la promozione in Serie B non era più garantita alla vincente del girone, che per ottenere la promozione in cadetteria doveva vincere un ulteriore girone di finale contro le vincenti degli altri gironi. È da notare, inoltre, la partecipazione delle squadre riserve delle squadre di Serie A alla Prima Divisione, anche se non facevano classifica: non avevano diritto alla promozione, essendo squadre "B" o "II", secondo il gergo dell'epoca.
Nel 1934 la FIGC decise di creare il campionato di Serie C a partire dalla stagione 1935-36. Questo fu quindi la gerarchia dei campionati nella stagione 1935-36:
1. Divisione Nazionale, ulteriormente suddivisa in:
  1. Serie A (girone unico a sedici squadre, la prima classificata vince lo scudetto, le ultime due retrocedono)
  2. Serie B (girone unico a diciotto squadre, le prime due vengono promosse, le ultime quattro retrocedono)
  3. Serie C (quattro gironi da sedici squadre, in ogni girone la prima classificata viene promossa e le peggiori retrocedono)
2. Divisioni regionali, ovvero:
  1. Prima Divisione (gironi regionali, con le migliori promosse)
  2. Seconda Divisione (gironi regionali, con le migliori promosse)

La piramide era stata quindi semplicemente riportata alla situazione del 1929, e anche i rapporti numerici fra nord e sud non erano molto cambiati. Questa gerarchia rimase in vigore fino alla stagione 1942-43, salvo un allargamento della Serie C a otto gironi, con conseguente introduzione di gironi di finale tra le vincenti dei gironi che mettevano in palio quattro promozioni in Serie B. Nella stagione 1942-43, per via della guerra, i gironi della Serie C aumentarono ulteriormente.

### Dal 1943 al 1952
|             | Nord                              | Centro-Sud                        |
| I livello   | Lega Alta Italia Serie A          | Lega Centro-Sud Serie A-B         |
| II livello  | Lega Alta Italia Serie B-C        | Lega Centro-Sud Serie C           |
| III livello | Lega Alta Italia Serie C          | Leghe Regionali Prima Divisione   |
| IV livello  | Leghe Regionali Prima Divisione   | Leghe Regionali Seconda Divisione |
| V livello   | Leghe Regionali Seconda Divisione |                                   |

| I livello   | LNP Serie A Nazionale a girone unico                                  |
| II livello  | LNP Serie B Subnazionale a gironi interregionali                      |
| III livello | LIN & LIC & LIS Serie C Subnazionale a gironi regionali               |
| IV livello  | Leghe Regionali Prima Divisione Regionale a gironi interprovinciali   |
| V livello   | Leghe Regionali Seconda Divisione Regionale a gironi interprovinciali |

| I livello   | Serie A                                   |
| II livello  | Serie B                                   |
| III livello | Serie C                                   |
| IV livello  | Promozione Interregionale                 |
| V livello   | Prima Divisione Regionale                 |
| VI livello  | Seconda Divisione Regionale o Provinciale |
| Amatori     | Campionato senza promozioni.              |

Nell'estate 1943, a causa del caos provocato dalla guerra, non essendo possibile organizzare campionati a girone unico, si pensò di organizzare per il 1943-44 un campionato misto di Serie A-B in tre gironi, ma il progetto fu abbandonato dopo l'armistizio dell'8 settembre.
Nel 1944, con l'Italia spaccata in due a causa della seconda guerra mondiale, nel Settentrione, voluto dal Min.Cul.Pop., venne comunque organizzato un torneo non ufficiale (essendo in atto il periodo di inattività ufficiale stabilito nel 1943 dalla FIGC), che fu vinto dai VV.FF. della Spezia. Tale torneo prese il nome di Campionato Alta Italia e il titolo venne riconosciuto dalla FIGC, seppure solo in via onorifica, nel 2002.
Per la stagione 1945-46, non essendo ancora possibile ritornare al girone unico, la struttura dei campionati fu la seguente:
1. Campionato misto Serie A-B, composto dal Campionato Alta Italia (con sole squadre di A), il Campionato Sud A-B (con le squadre del Sud di A e B) e il girone finale nazionale a cui si qualificavano le migliori quattro dei due tornei Nord/Sud.
2. Campionato Alta Italia B-C, campionato misto di B e C organizzato nell'Alta Italia.
3. Serie C, suddivisa in Lega Nazionale Alta Italia e Lega Nazionale Centro-Sud.
4. Prima Divisione Regionale.
5. Seconda Divisione Regionale.

Con la stagione 1946-47, si tornò al girone unico per la Serie A, mentre la B fu riorganizzata in tre gironi con una promozione in A per girone. Invece, la Serie C, suddivisa in Lega Nord, Lega Centro e Lega Sud, subì un allargamento talmente consistente da comprendere addirittura diciotto gironi per la stagione 1947-48, al punto che qualcuno incominciò provocatoriamente a definirla Serie C Regionale. Nel 1947 si pensò di riorganizzare i tornei in senso più elitario, prevedendo, per la stagione 1948-49:
1. Serie A (girone unico)
2. Serie B (girone unico)
3. Serie C (tre gironi)
4. Promozione (diversi gironi interregionali, gestiti da Lega Nord, Lega Centro e Lega Sud)
5. Prima Divisione (regionale)
6. Seconda Divisione (regionale)

In seguito al caso Napoli, la FIGC stabilì di allargare la nuova Serie C a quattro gironi, ripescando diverse società inizialmente retrocesse. Nel 1951, tuttavia, la FIGC deliberò di rendere anche il campionato di Serie C un torneo a girone unico, istituendo un nuovo torneo interregionale, la IV Serie, al di sotto della C.

### Dal 1952 al 1959
| I livello   | Serie A                       |
| II livello  | Serie B                       |
| III livello | Serie C                       |
| IV livello  | IV Serie                      |
| V livello   | Promozione Regionale          |
| VI livello  | Prima Divisione Regionale     |
| VII livello | Seconda Divisione Provinciale |

| I livello   | Serie A                                                     |
| II livello  | Serie B                                                     |
| III livello | Serie C                                                     |
| IV livello  | Interregionale I Serie o Eccellenza Interregionale II Serie |
| V livello   | Campionato Nazionale Dilettanti a livello Regionale         |
| VI livello  | Prima Divisione Regionale                                   |
| VII livello | Seconda Divisione Provinciale                               |

Dal 1952-53 al 1956-57 la struttura del campionato fu la seguente:
1. Serie A a girone unico: la prima classificata vince lo scudetto, le ultime due retrocedono.
2. Serie B a girone unico: le prime due classificate vengono promosse, le ultime due retrocedono.
3. Serie C a girone unico: le prime due classificate vengono promosse, le ultime quattro retrocedono.
4. IV Serie a otto gironi: le vincenti di ogni girone vengono ammesse ai due gironi di semifinale con in palio quattro promozioni; le vincenti dei due gironi di semifinale si contendono in finale il titolo di Campione d'Italia di IV Serie.
5. Promozione a livello regionale.
6. Prima Divisione a livello regionale.
7. Seconda Divisione a livello provinciale.

| I livello   | Serie A                                             |
| II livello  | Serie B                                             |
| III livello | Serie C                                             |
| IV livello  | IV Serie                                            |
| V livello   | Campionato Nazionale Dilettanti a livello Regionale |
| VI livello  | Prima Divisione Regionale                           |
| VII livello | Seconda Divisione Regionale                         |

Nel 1957 la FIGC decise di abolire il girone unico in Serie C, allargandola prima a due gironi (1958-59) e poi a tre gironi (dal 1959-60). La IV Serie venne prima scissa in due livelli e poi soppressa, sostituita dalla Serie D. La Promozione si trasformò nel Campionato Nazionale Dilettanti, che, a dispetto del nome, era gestito dai Comitati Regionali, nonostante i campioni regionali si contendessero lo scudetto Dilettanti nella fase finale nazionale.

### Dal 1959 a oggi
Nel 1959 la Lega Nazionale si tramutò in Lega Nazionale Professionisti, che andò a gestire i campionati di Serie A e di Serie B. Nello stesso anno fu fondata la Lega Nazionale Semiprofessionisti, con l'incarico di gestire i campionati di Serie C e di Serie D. La Lega Nazionale Dilettanti avrebbe avuto invece l'incarico di coordinare l'attività dei Comitati Regionali. Dal 1959 al 1978 la struttura dei campionati era la seguente:
- Tornei gestiti dalla Lega Nazionale Professionisti

1. Serie A a girone unico
2. Serie B a girone unico

- Tornei gestiti dalla Lega Nazionale Semiprofessionisti

1. Serie C a tre gironi
2. Serie D a gironi plurimi

- Campionati regionali dilettantistici

1. Prima Categoria (dal 1967 Promozione)
2. Seconda Categoria (dal 1967 Prima Categoria)
3. Terza Categoria (dal 1967 Seconda Categoria)
4. Terza Categoria (dal 1967 VIII livello del campionato italiano)

Dal 1978-79 la Serie C è scissa in Serie C1 e C2, mentre nel 1981 la Serie D (ribattezzata prima Campionato Interregionale, poi Campionato Nazionale Dilettanti, prima di riprendere la denominazione di Serie D nel 2000) si trasformò da semiprofessionistica a dilettantistica. Nello stesso anno la Lega Nazionale Semiprofessionisti cambiò nome in Lega Nazionale Serie C. Nel 1986 le Serie C1 e Serie C2 divennero campionati professionisti (prima erano semiprofessionisti) e nel 2007 cambiarono denominazione in Lega Pro Prima Divisione e Lega Pro Seconda Divisione; in concomitanza, la Lega Nazionale Serie C cambiò denominazione in Lega Italiana Calcio Professionistico (Lega Pro). Nel 2010 la Lega Nazionale Professionisti si sciolse per dare vita a due Leghe distinte per categoria, la LNP Serie A e la LNP B. Nel 2014 i due campionati gestiti dalla Lega Pro si sono riunificati in una divisione unica denominata Lega Pro, per poi nel 2017 cambiare denominazione e tornare alla denominazione originaria Serie C. In ambito regionale è da segnalare la creazione nel 1992 del Campionato di Eccellenza Regionale tra la Serie D e la Promozione Regionale.
Qui sotto una tabella con i vari cambiamenti dal 1959 a oggi:
|              | Situazione dal 1959 al 1968                  | Situazione dal 1968 al 1978                  | Situazione dal 1978 al 1981                   | Situazione dal 1981 al 1991                   | Situazione dal 1991 al 2000                                 | Situazione dal 2000 al 2008                     | Situazione dal 2008 al 2014                                           | Situazione dal 2014 al 2017                   | Situazione dal 2017                                |
| I livello    | LNP Serie A Nazionale a girone unico         | LNP Serie A Nazionale a girone unico         | LNP Serie A Nazionale a girone unico          | LNP Serie A Nazionale a girone unico          | LNP Serie A Nazionale a girone unico                        | LNP Serie A Nazionale a girone unico            | Lega Serie A Serie A Nazionale a girone unico                         | Lega Serie A Serie A Nazionale a girone unico | Lega Serie A Serie A Nazionale a girone unico      |
| II livello   | LNP Serie B Nazionale a girone unico         | LNP Serie B Nazionale a girone unico         | LNP Serie B Nazionale a girone unico          | LNP Serie B Nazionale a girone unico          | LNP Serie B Nazionale a girone unico                        | LNP Serie B Nazionale a girone unico            | Lega Serie B Serie B Nazionale a girone unico                         | Lega Serie B Serie B Nazionale a girone unico | Lega Serie B Serie B Nazionale a girone unico      |
| III livello  | LNSP Serie C Interregionale a gironi singoli | LNSP Serie C Interregionale a gironi singoli | LNSP Serie C1 Interregionale a gironi singoli | LNSC Serie C1 Interregionale a gironi singoli | LPSC Serie C1 Interregionale a gironi singoli               | LPSC Serie C1 Nazionale a gironi interregionali | Lega Pro Lega Pro Prima Divisione Nazionale a gironi interregionali   | Lega Pro Nazionale a gironi interregionali    | Lega Pro Serie C Nazionale a gironi interregionali |
| IV livello   | LNSP Serie D Interregionale a gironi singoli | LNSP Serie D Interregionale a gironi singoli | LNSP Serie C2 Interregionale a gironi singoli | LNSC Serie C2 Interregionale a gironi singoli | LPSC Serie C2 Interregionale a gironi singoli               | LPSC Serie C2 Interregionale a gironi singoli   | Lega Pro Lega Pro Seconda Divisione Nazionale a gironi interregionali | LND Serie D Nazionale a gironi interregionali | LND Serie D Nazionale a gironi interregionali      |
| V livello    | Prima Categoria Regionale                    | LND Promozione Regionale                     | LNSP Serie D Interregionale a gironi singoli  | LND Interregionale a gironi singoli           | LND Camp. Naz. Dilettanti Nazionale a gironi interregionali | LND Serie D Nazionale a gironi interregionali   | LND Serie D Nazionale a gironi interregionali                         | LND Eccellenza Regionale                      | LND Eccellenza Regionale                           |
| VI livello   | LND Seconda Cat. Regionale                   | LND Prima Cat. Regionale                     | LND Promozione Regionale                      | LND Promozione Regionale                      | LND Eccellenza Regionale                                    | LND Eccellenza Regionale                        | LND Eccellenza Regionale                                              | LND Promozione Regionale                      | LND Promozione Regionale                           |
| VII livello  | LND Terza Cat. Provinciale                   | LND Seconda Cat. Regionale                   | LND Prima Cat. Regionale                      | LND Prima Cat. Regionale                      | LND Promozione Regionale                                    | LND Promozione Regionale                        | LND Promozione Regionale                                              | LND Prima Categoria Regionale                 | LND Prima Categoria Regionale                      |
| VIII livello |                                              | LND Terza Cat. Provinciale                   | LND Seconda Cat. Regionale                    | LND Seconda Cat. Regionale                    | LND Prima Categoria Regionale                               | LND Prima Categoria Regionale                   | LND Prima Categoria Regionale                                         | LND Seconda Categoria Regionale               | LND Seconda Categoria Regionale                    |
| IX livello   |                                              |                                              | LND Terza Cat. Provinciale                    | LND Terza Cat. Provinciale                    | LND Seconda Categoria Regionale                             | LND Seconda Categoria Regionale                 | LND Seconda Categoria Regionale                                       | LND Terza Categoria Provinciale               | LND Terza Categoria Provinciale                    |
| X livello    |                                              |                                              |                                               |                                               | LND Terza Categoria Provinciale                             | LND Terza Categoria Provinciale                 | LND Terza Categoria Provinciale                                       |                                               |                                                    |

## I campionati professionistici

### Torneo della Lega Nazionale Professionisti Serie A
- Serie A

È un torneo che si svolge tra venti squadre dalla stagione 2004-05. La squadra che ottiene il maggior numero di punti nella Serie A si aggiudica il titolo di Campione d'Italia, denominato e contraddistinto da un apposito scudetto introdotto per la prima volta in Italia dal Genoa nella stagione 1924-25, quando la compagine genovese lo appuntò sulle proprie maglie, e da allora rimase fino ai tempi odierni. La Coppa Campioni d'Italia, il trofeo del campionato, si assegna dalla stagione 1960-61 e, dalla stagione 2004-05, si consegna sul campo alla squadra campione, con una cerimonia di premiazione. Le prime quattro squadre classificate ottengono la qualificazione alla fase a gironi della UEFA Champions League. La quinta si qualifica alla fase a gironi della UEFA Europa League, insieme alla vincitrice della Coppa Italia; se, però, quest'ultima risulta già qualificata per le coppe europee tramite il campionato, è la sesta classificata a qualificarsi direttamente alla fase gironi della Europa League, mentre la settima classificata si qualifica al playoff di Conference League - se la vincitrice di Coppa Italia non arriva tra le prime sei in campionato, è la sesta classificata a disputare il playoff di Conference League. Le ultime tre squadre in graduatoria vengono invece retrocesse in Serie B.

### Torneo della Lega Nazionale Professionisti Serie B
- Serie B

È un torneo che si svolge tra venti squadre dalla stagione 2019-20. Alla fine del torneo, tre squadre vengono promosse nella categoria superiore (Serie A), mentre quattro squadre vengono retrocesse nella categoria inferiore (Serie C). Il trofeo del campionato, denominato Coppa Ali della Vittoria dal 2006 al 2020, si assegna dalla stagione 1960-61 e, dalla stagione 2006-07, si consegna sul campo alla squadra prima classificata, con una cerimonia di premiazione. Attualmente, le prime due squadre classificate vengono promosse direttamente alla categoria superiore, mentre la terza classificata viene promossa direttamente solo se il suo distacco dalla quarta in classifica è pari o superiore a quindici punti. Se la squadra terza classificata ha, invece, meno di quindici punti di vantaggio sulla quarta, la restante promozione viene decisa con un girone di spareggi detto play-off, al quale prendono parte le squadre classificate dalla terza all'ottava posizione. Per quanto riguarda le retrocessioni, le ultime tre squadre classificate retrocedono direttamente e si procede con un play-out tra la sedicesima e la diciassettesima classificata che viene disputato con gare di andata e ritorno se la sedicesima ha meno di cinque punti di vantaggio sulla diciassettesima.

### Torneo della Lega Italiana Calcio Professionistico
- Serie C

L'ultima serie del calcio professionistico è suddivisa geograficamente in tre gironi: A, B e C, ciascuno con venti partecipanti. La prima di ogni girone viene promossa direttamente nella categoria superiore (Serie B), mentre la quarta promozione è decisa dai play-off nazionali in cui partecipano le squadre classificatesi dalla seconda alla decima di ciascun girone, insieme con la vincente della Coppa Italia di categoria, per un totale di ventotto squadre. Per quanto riguarda le retrocessioni, nove squadre vengono retrocesse nella categoria inferiore (Serie D): l'ultima classificata di ogni girone viene retrocessa direttamente, mentre penultima, terzultima, quartultima e quintultima disputano i play-out per altre due retrocessioni per girone. Se la vincente della Coppa Italia di categoria si posiziona dalla prima alla decima posizione (quindi è promossa in Serie B o è già qualificata ai play-off) oppure dalla sedicesima alla ventesima posizione (quindi deve disputare i play-out o è retrocessa in Serie D), viene ammessa ai play-off la squadra che si è posizionata undicesima nello stesso girone della squadra vincitrice della Coppa.

## I campionati dilettantistici
I tornei amatoriali del calcio italiano sono gestiti dalla Lega Nazionale Dilettanti per il tramite degli organismi che essa coordina: il Comitato Interregionale e i diciannove Comitati Regionali.

### Tornei della Lega Nazionale Dilettanti
- Serie D

Essendo l'unica serie dilettantistica di livello nazionale, gode di statuto e regolamenti speciali; essa rappresenta l'anello di congiunzione tra il calcio dilettantistico e quello professionistico della FIGC. La Serie D è oggi di norma articolata in nove gironi da diciotto o da venti squadre: le nove squadre vincitrici dei propri gironi vengono promosse direttamente in Serie C, fra i professionisti. A fine stagione, inoltre, queste nove squadre si contendono il titolo di campione d'Italia di categoria in una poule scudetto a eliminazione diretta. Un così ampio ricambio fra settore professionistico e dilettantistico è un caso unico al mondo: in nessun'altra nazione si assiste annualmente alla permuta di ben nove squadre tra i due regimi calcistici. Le squadre classificate dal secondo al quinto posto di ogni girone disputano i play-off, il cui esito incide sui punteggi della graduatoria di ripescaggio. Le ultime due classificate di ogni girone retrocedono direttamente nei campionati regionali, mentre le quattro squadre che le precedono disputano i play-out, a condizione però che il distacco in graduatoria non sia pari o superiore a otto punti, nel qual caso le posizioni divengono subito definitive. Alla Serie D vengono inoltre iscritte in soprannumero le squadre già professionistiche che, fallendo, abbiano perso tale status.

### I campionati regionali
La restante struttura del campionato di calcio italiano si articola in ulteriori cinque livelli regionali a cui possono giocare le squadre a vario titolo con differenti organizzazioni, oneri, doveri, regole e casi particolari. Le prime di ciascuna serie sono promosse a quella superiore, come pure le vincitrici dei play-off, sebbene l'ascesa di queste ultime sia subordinata alla disponibilità di posti liberi nei tornei superiori di ciascuna Regione.
Eccole in successione:
- Eccellenza
- Promozione
- Prima Categoria
- Seconda Categoria
- Terza Categoria

Le serie in questione sono organizzate dai Comitati Regionali della FIGC, tranne l'ultima, che viene gestita dai rispettivi comitati provinciali.

## I campionati giovanili
I campionati giovanili sono disputati dalle squadre ragazzi delle varie società affiliate alla Federazione, e sono suddivisi sia per età sia per inquadramento.

### Giovani professionisti
I Giovani di Serie sono i giocatori Under-19 (Under-20 per alcune squadre del Campionato Primavera 1) delle società professionistiche italiane che disputano i massimi campionati giovanili. Sono attualmente divisi in quattro tornei:
- il Campionato Primavera 1, organizzato dalla Lega Serie A e composto da 20 squadre Primavera le cui prime squadre militino in Serie A, Serie B o Serie C.
- il Campionato Primavera 2, organizzato dalla Lega Serie B e composto da 32 squadre Primavera le cui prime squadre militino in Serie A, Serie B o Serie C.[15]
- il Campionato Primavera 3, organizzato dalla Lega Pro e composto da 24 squadre Primavera le cui prime squadre militino in Serie A, Serie B o Serie C e dalla squadra San Marino Academy, in rappresentanza della Federazione Sammarinese.
- il Campionato Primavera 4, organizzato dalla Lega Pro e composto da 22 squadre Primavera le cui prime squadre militino in Serie A, Serie B o Serie C.

### Giovani dilettanti
In Italia esistono altri sei campionati organizzati dalle delegazioni provinciali e regionali della FIGC sotto l'egida del Settore Giovanile e Scolastico. I campionati, tutti di carattere giovanile, sono:
- Campionato Nazionale Juniores, composto da squadre Primavera le cui prime squadre militino in Serie D o in un campionato inferiore;
- Campionato Nazionale Under-17, riservato ai ragazzi di 15-16 anni;
- Campionato Nazionale Under-15, riservato ai ragazzi di 13-14 anni;
- Campionato Esordienti, riservato ai ragazzi di 11-12 anni;
- Campionato Pulcini, riservato ai bambini di 9-10 anni;
- Torneo Scuola Calcio, riservato ai bambini di 7-8 anni.

Nei campionati Juniores, Under-17 e Under-15, l'arbitraggio delle gare è riservato ad arbitri AIA, mentre l'arbitraggio delle altre categorie è affidato ai dirigenti delle società.

## Piramide attuale
| Livello | Livello | Serie                                                                | Serie                                                                | Serie                                                                | Serie                                                                | Serie                                                                | Serie                                                                | Serie                                                                | Serie                                                                | Serie                                                                | Serie                                                                | Serie                                                                | Serie                                                                | Serie                                                                | Serie                                                                | Serie                                                                | Serie                                                                | Serie                                                                | Serie                                                                |
| ------- | ------- | -------------------------------------------------------------------- | -------------------------------------------------------------------- | -------------------------------------------------------------------- | -------------------------------------------------------------------- | -------------------------------------------------------------------- | -------------------------------------------------------------------- | -------------------------------------------------------------------- | -------------------------------------------------------------------- | -------------------------------------------------------------------- | -------------------------------------------------------------------- | -------------------------------------------------------------------- | -------------------------------------------------------------------- | -------------------------------------------------------------------- | -------------------------------------------------------------------- | -------------------------------------------------------------------- | -------------------------------------------------------------------- | -------------------------------------------------------------------- | -------------------------------------------------------------------- |
| Pro-1   | Pro-1   | Lega Nazionale Professionisti Serie A Serie A 20 squadre             | Lega Nazionale Professionisti Serie A Serie A 20 squadre             | Lega Nazionale Professionisti Serie A Serie A 20 squadre             | Lega Nazionale Professionisti Serie A Serie A 20 squadre             | Lega Nazionale Professionisti Serie A Serie A 20 squadre             | Lega Nazionale Professionisti Serie A Serie A 20 squadre             | Lega Nazionale Professionisti Serie A Serie A 20 squadre             | Lega Nazionale Professionisti Serie A Serie A 20 squadre             | Lega Nazionale Professionisti Serie A Serie A 20 squadre             | Lega Nazionale Professionisti Serie A Serie A 20 squadre             | Lega Nazionale Professionisti Serie A Serie A 20 squadre             | Lega Nazionale Professionisti Serie A Serie A 20 squadre             | Lega Nazionale Professionisti Serie A Serie A 20 squadre             | Lega Nazionale Professionisti Serie A Serie A 20 squadre             | Lega Nazionale Professionisti Serie A Serie A 20 squadre             | Lega Nazionale Professionisti Serie A Serie A 20 squadre             | Lega Nazionale Professionisti Serie A Serie A 20 squadre             | Lega Nazionale Professionisti Serie A Serie A 20 squadre             |
| Pro-2   | Pro-2   | Lega Nazionale Professionisti Serie B Serie B 20 squadre             | Lega Nazionale Professionisti Serie B Serie B 20 squadre             | Lega Nazionale Professionisti Serie B Serie B 20 squadre             | Lega Nazionale Professionisti Serie B Serie B 20 squadre             | Lega Nazionale Professionisti Serie B Serie B 20 squadre             | Lega Nazionale Professionisti Serie B Serie B 20 squadre             | Lega Nazionale Professionisti Serie B Serie B 20 squadre             | Lega Nazionale Professionisti Serie B Serie B 20 squadre             | Lega Nazionale Professionisti Serie B Serie B 20 squadre             | Lega Nazionale Professionisti Serie B Serie B 20 squadre             | Lega Nazionale Professionisti Serie B Serie B 20 squadre             | Lega Nazionale Professionisti Serie B Serie B 20 squadre             | Lega Nazionale Professionisti Serie B Serie B 20 squadre             | Lega Nazionale Professionisti Serie B Serie B 20 squadre             | Lega Nazionale Professionisti Serie B Serie B 20 squadre             | Lega Nazionale Professionisti Serie B Serie B 20 squadre             | Lega Nazionale Professionisti Serie B Serie B 20 squadre             | Lega Nazionale Professionisti Serie B Serie B 20 squadre             |
| Pro-3   | Pro-3   | Lega Italiana Calcio Professionistico Serie C girone A 20 squadre    | Lega Italiana Calcio Professionistico Serie C girone A 20 squadre    | Lega Italiana Calcio Professionistico Serie C girone A 20 squadre    | Lega Italiana Calcio Professionistico Serie C girone A 20 squadre    | Lega Italiana Calcio Professionistico Serie C girone A 20 squadre    | Lega Italiana Calcio Professionistico Serie C girone A 20 squadre    | Lega Italiana Calcio Professionistico Serie C girone B 20 squadre    | Lega Italiana Calcio Professionistico Serie C girone B 20 squadre    | Lega Italiana Calcio Professionistico Serie C girone B 20 squadre    | Lega Italiana Calcio Professionistico Serie C girone B 20 squadre    | Lega Italiana Calcio Professionistico Serie C girone B 20 squadre    | Lega Italiana Calcio Professionistico Serie C girone B 20 squadre    | Lega Italiana Calcio Professionistico Serie C girone C 20 squadre    | Lega Italiana Calcio Professionistico Serie C girone C 20 squadre    | Lega Italiana Calcio Professionistico Serie C girone C 20 squadre    | Lega Italiana Calcio Professionistico Serie C girone C 20 squadre    | Lega Italiana Calcio Professionistico Serie C girone C 20 squadre    | Lega Italiana Calcio Professionistico Serie C girone C 20 squadre    |
| Non p.  | Non p.  | LND Serie D girone A 18 squadre                                      | LND Serie D girone A 18 squadre                                      | LND Serie D girone B 18 squadre                                      | LND Serie D girone B 18 squadre                                      | LND Serie D girone C 18 squadre                                      | LND Serie D girone C 18 squadre                                      | LND Serie D girone D 18 squadre                                      | LND Serie D girone D 18 squadre                                      | LND Serie D girone E 18 squadre                                      | LND Serie D girone E 18 squadre                                      | LND Serie D girone F 18 squadre                                      | LND Serie D girone F 18 squadre                                      | LND Serie D girone G 18 squadre                                      | LND Serie D girone G 18 squadre                                      | LND Serie D girone H 18 squadre                                      | LND Serie D girone H 18 squadre                                      | LND Serie D girone I 18 squadre                                      | LND Serie D girone I 18 squadre                                      |
| Dil-1   | Dil-1   | Eccellenza (28 gironi regionali, 474 squadre)                        | Eccellenza (28 gironi regionali, 474 squadre)                        | Eccellenza (28 gironi regionali, 474 squadre)                        | Eccellenza (28 gironi regionali, 474 squadre)                        | Eccellenza (28 gironi regionali, 474 squadre)                        | Eccellenza (28 gironi regionali, 474 squadre)                        | Eccellenza (28 gironi regionali, 474 squadre)                        | Eccellenza (28 gironi regionali, 474 squadre)                        | Eccellenza (28 gironi regionali, 474 squadre)                        | Eccellenza (28 gironi regionali, 474 squadre)                        | Eccellenza (28 gironi regionali, 474 squadre)                        | Eccellenza (28 gironi regionali, 474 squadre)                        | Eccellenza (28 gironi regionali, 474 squadre)                        | Eccellenza (28 gironi regionali, 474 squadre)                        | Eccellenza (28 gironi regionali, 474 squadre)                        | Eccellenza (28 gironi regionali, 474 squadre)                        | Eccellenza (28 gironi regionali, 474 squadre)                        | Eccellenza (28 gironi regionali, 474 squadre)                        |
| Dil-2   | Dil-2   | Promozione (53 gironi regionali, 870 squadre)                        | Promozione (53 gironi regionali, 870 squadre)                        | Promozione (53 gironi regionali, 870 squadre)                        | Promozione (53 gironi regionali, 870 squadre)                        | Promozione (53 gironi regionali, 870 squadre)                        | Promozione (53 gironi regionali, 870 squadre)                        | Promozione (53 gironi regionali, 870 squadre)                        | Promozione (53 gironi regionali, 870 squadre)                        | Promozione (53 gironi regionali, 870 squadre)                        | Promozione (53 gironi regionali, 870 squadre)                        | Promozione (53 gironi regionali, 870 squadre)                        | Promozione (53 gironi regionali, 870 squadre)                        | Promozione (53 gironi regionali, 870 squadre)                        | Promozione (53 gironi regionali, 870 squadre)                        | Promozione (53 gironi regionali, 870 squadre)                        | Promozione (53 gironi regionali, 870 squadre)                        | Promozione (53 gironi regionali, 870 squadre)                        | Promozione (53 gironi regionali, 870 squadre)                        |
| Dil-3   | Dil-3   | Prima Categoria (102 gironi regionali, 1573 squadre)                 | Prima Categoria (102 gironi regionali, 1573 squadre)                 | Prima Categoria (102 gironi regionali, 1573 squadre)                 | Prima Categoria (102 gironi regionali, 1573 squadre)                 | Prima Categoria (102 gironi regionali, 1573 squadre)                 | Prima Categoria (102 gironi regionali, 1573 squadre)                 | Prima Categoria (102 gironi regionali, 1573 squadre)                 | Prima Categoria (102 gironi regionali, 1573 squadre)                 | Prima Categoria (102 gironi regionali, 1573 squadre)                 | Prima Categoria (102 gironi regionali, 1573 squadre)                 | Prima Categoria (102 gironi regionali, 1573 squadre)                 | Prima Categoria (102 gironi regionali, 1573 squadre)                 | Prima Categoria (102 gironi regionali, 1573 squadre)                 | Prima Categoria (102 gironi regionali, 1573 squadre)                 | Prima Categoria (102 gironi regionali, 1573 squadre)                 | Prima Categoria (102 gironi regionali, 1573 squadre)                 | Prima Categoria (102 gironi regionali, 1573 squadre)                 | Prima Categoria (102 gironi regionali, 1573 squadre)                 |
| Dil-4   | Dil-4   | Seconda Categoria (152 gironi regionali o provinciali, 2198 squadre) | Seconda Categoria (152 gironi regionali o provinciali, 2198 squadre) | Seconda Categoria (152 gironi regionali o provinciali, 2198 squadre) | Seconda Categoria (152 gironi regionali o provinciali, 2198 squadre) | Seconda Categoria (152 gironi regionali o provinciali, 2198 squadre) | Seconda Categoria (152 gironi regionali o provinciali, 2198 squadre) | Seconda Categoria (152 gironi regionali o provinciali, 2198 squadre) | Seconda Categoria (152 gironi regionali o provinciali, 2198 squadre) | Seconda Categoria (152 gironi regionali o provinciali, 2198 squadre) | Seconda Categoria (152 gironi regionali o provinciali, 2198 squadre) | Seconda Categoria (152 gironi regionali o provinciali, 2198 squadre) | Seconda Categoria (152 gironi regionali o provinciali, 2198 squadre) | Seconda Categoria (152 gironi regionali o provinciali, 2198 squadre) | Seconda Categoria (152 gironi regionali o provinciali, 2198 squadre) | Seconda Categoria (152 gironi regionali o provinciali, 2198 squadre) | Seconda Categoria (152 gironi regionali o provinciali, 2198 squadre) | Seconda Categoria (152 gironi regionali o provinciali, 2198 squadre) | Seconda Categoria (152 gironi regionali o provinciali, 2198 squadre) |
| Dil-5   | Dil-5   | Terza Categoria (143 gironi provinciali, 1901 squadre)               | Terza Categoria (143 gironi provinciali, 1901 squadre)               | Terza Categoria (143 gironi provinciali, 1901 squadre)               | Terza Categoria (143 gironi provinciali, 1901 squadre)               | Terza Categoria (143 gironi provinciali, 1901 squadre)               | Terza Categoria (143 gironi provinciali, 1901 squadre)               | Terza Categoria (143 gironi provinciali, 1901 squadre)               | Terza Categoria (143 gironi provinciali, 1901 squadre)               | Terza Categoria (143 gironi provinciali, 1901 squadre)               | Terza Categoria (143 gironi provinciali, 1901 squadre)               | Terza Categoria (143 gironi provinciali, 1901 squadre)               | Terza Categoria (143 gironi provinciali, 1901 squadre)               | Terza Categoria (143 gironi provinciali, 1901 squadre)               | Terza Categoria (143 gironi provinciali, 1901 squadre)               | Terza Categoria (143 gironi provinciali, 1901 squadre)               | Terza Categoria (143 gironi provinciali, 1901 squadre)               | Terza Categoria (143 gironi provinciali, 1901 squadre)               | Terza Categoria (143 gironi provinciali, 1901 squadre)               |

Totale: 7282 squadre

## Campionati regionali
| Regione                 | Eccellenza Regionale | Promozione Regionale | Prima Categoria | Seconda Categoria | Terza Categoria | Totale Campionati Regionali |
| ----------------------- | -------------------- | -------------------- | --------------- | ----------------- | --------------- | --------------------------- |
| Abruzzo                 | 1                    | 2                    | 4               | 4                 | 7               | 18                          |
| Basilicata              | 1                    | 1                    | 2               | 3                 | -               | 7                           |
| Calabria                | 1                    | 2                    | 4               | 5                 | 7               | 19                          |
| Campania                | 2                    | 4                    | 8               | 10                | 14              | 38                          |
| Emilia-Romagna          | 2                    | 4                    | 8               | 14                | 13              | 41                          |
| Friuli-Venezia Giulia   | 1                    | 2                    | 3               | 4                 | 3               | 13                          |
| Lazio                   | 2                    | 4                    | 9               | 10                | 6               | 31                          |
| Liguria                 | 1                    | 2                    | 4               | 6                 | 2               | 15                          |
| Lombardia               | 3                    | 6                    | 12              | 24                | 21              | 66                          |
| Marche                  | 1                    | 2                    | 4               | 8                 | 7               | 22                          |
| Molise                  | 1                    | 1                    | 2               | 3                 | -               | 7                           |
| Piemonte- Valle d'Aosta | 2                    | 4                    | 7               | 8                 | 13              | 34                          |
| Puglia                  | 1                    | 2                    | 3               | 3                 | 5               | 14                          |
| Sardegna                | 1                    | 2                    | 4               | 8                 | 6               | 21                          |
| Sicilia                 | 2                    | 4                    | 6               | 7                 | 13              | 32                          |
| Toscana                 | 2                    | 3                    | 6               | 11                | 13              | 35                          |
| Trentino-Alto Adige     | 1                    | 2                    | 4               | 5                 | 3               | 15                          |
| Umbria                  | 1                    | 2                    | 4               | 3                 | -               | 10                          |
| Veneto                  | 2                    | 4                    | 8               | 16                | 10              | 40                          |
| Totali                  | 28                   | 53                   | 102             | 152               | 143             | 478                         |

## Squadre non italiane iscritte alla FIGC
In vari periodi squadre estere hanno partecipato ad alcune edizioni del campionato italiano.
La prima a farlo fu il Chiasso, squadra svizzera che nel 1913, trovando insufficiente l'attività calcistica su suolo elvetico, decise di iscriversi al campionato italiano. Non fu un'impresa facile per i dirigenti di allora, ma, grazie anche all'appoggio di uno dei più illustri personaggi del calcio della vicina penisola, l'avvocato Giovanni Mauro, presidente del Comitato Regionale Lombardo della Federazione Italiana Giuoco Calcio, le pratiche ebbero esito positivo. Nel maggio 1914 il Chiasso venne chiamato a disputare due gare, due vere e proprie partite di test, contro le prime classificate della Promozione (il secondo livello della scala dei valori dell'epoca), appena promosse dalla federazione italiana in Prima Categoria, per definire il livello tecnico-agonistico acquisito dai rossoblù e stabilire con quali possibilità avrebbe potuto competere con le squadre di categoria superiore la stagione successiva. Sul campo di Mornello di Cernobbio, che sarà teatro di tutti gli incontri casalinghi del Chiasso durante il periodo italiano, i rossoblù sconfissero la Cremonese e il Savoia di Milano. Grazie a queste vittorie il Chiasso fu ammesso in Prima Categoria, la massima categoria calcistica italiana, dove rimase fino al 1922, anno in cui la squadra retrocesse. La parentesi italiana si concluse l'anno successivo, nel 1923, anno durante il quale si decise il rientro nei ranghi della federazione elvetica.
Dal 1920 al 1924 le società fiumane, benché facessero parte dello Stato libero di Fiume costituito nel 1920 in virtù del trattato di Rapallo, presero parte ai campionati italiani. Nella stagione 1923-24, in particolare, l'Olympia di Fiume, avendo vinto il campionato giuliano di Terza Divisione la stagione precedente, disputò il campionato italiano di Seconda Divisione, sfiorando la promozione nel massimo campionato. Nel 1924 Fiume fu annessa all'Italia, e conseguentemente l'Olympia di Fiume divenne una squadra italiana a tutti gli effetti. Si fuse nel 1926 con i concittadini del Gloria, fondando la Fiumana, che militò in massima serie nel 1928-29 e in Serie B nel 1929-30 e nel 1941-42. Nel 1945 la Fiumana fu sciolta dalle autorità di occupazione titine ben prima dell'annessione alla Jugoslavia sancita nel 1947, anche se il Rijeka attuale (fondato nel 1946) si ritiene il legittimo successore della Fiumana e dell'Olympia.
Dal 1945-46 fino al 1953-54 si venne a creare un'altra situazione del tutto particolare. Nel 1945, al termine della seconda guerra mondiale da cui l'Italia era uscita sconfitta (mentre la Jugoslavia era tra le potenze vincitrici), la Venezia Giulia era stata suddivisa dalla Linea Morgan in due zone di occupazione, una angloamericana e l'altra jugoslava, con Tito che mirava ad annettersi la quasi totalità del territorio, comprese Trieste, Gorizia, Monfalcone e la Slavia veneta. Riassumendo, nelle due zone la situazione tra il 1945 e il 1947 era la seguente:
- Nella zona B sotto occupazione militare titina la partecipazione ai campionati della FIGC fu ostacolata, se non addirittura proibita: al termine della stagione 1945-1946 le residue due società della zona B affiliate alla FIGC (l'Ampelea di Isola d'Istria in Serie C e la Capodistriana in Prima Divisione Giuliana) vennero sciolte dai titini e immediatamente ricostituite come società sindacali di cultura fisica affiliate all'UCEF (Unione dei Circoli di Educazione Fisica). Si trattava di un'organizzazione filoslava istituita dai titini allo scopo di usare lo sport come strumento di propaganda per mobilitare le popolazioni locali in favore della Jugoslavia: le maggiori società dell'UCEF (sia della zona A sia della zona B) prendevano parte al campionato regionale mentre le minori ai campionati di zona. Una società della zona B, il Kvarner/Quarnero di Fiume, prese parte al massimo campionato jugoslavo nella stagione 1946-47.
- Le società della zona A sotto l'amministrazione dell'AMGOT, che comprendeva l'enclave di Pola, poterono continuare a militare nei campionati della FIGC (compresi quelli della Sezione Propaganda) senza particolari problemi, anche se le società di orientamento filoslavo preferirono affiliarsi all'UCEF se non addirittura alla FSJ. Nella stagione 1946-1947 due società della zona A presero parte ai campionati della FSJ: l'U.S. Operaia di Pola disputò il campionato repubblicano croato, mentre l'Amatori Ponziana[16] di Trieste fu ammessa per ragioni politiche al massimo campionato jugoslavo, finanziata dal governo di Belgrado. Al termine della stagione 1946-47, la Triestina retrocesse in Serie B, ma il ripescaggio dell'Amatori Ponziana in Jugoslavia a fine stagione fu visto in Italia come un segno di sfida nella tesissima situazione politica in cui versava in quel periodo la città di Trieste e quindi la FIGC decise, di par suo, di applicare la stessa misura di ripescaggio alla Triestina.[17]

Nel settembre 1947 entrò in vigore il trattato di pace che sancì la cessione alla Jugoslavia di gran parte dei territori giuliani da essa rivendicati e la costituzione del Territorio Libero di Trieste, suddiviso in una zona A (corrispondente all'odierna Provincia di Trieste) occupata militarmente dagli angloamericani e in una zona B (comprendente l'Istria nord-occidentale da Capodistria a Cittanova), occupata militarmente dalla Jugoslavia. L'UCEF, che organizzava il cosiddetto "campionato del TLT", cercò invano di essere inserito tra i membri permanenti del CIO: il Comitato Olimpico Internazionale respinse la richiesta, sposando le tesi del CONI secondo cui gli atleti del TLT, da non riconoscere come nazione autonoma in quanto non ancora legalmente costituito, avrebbero dovuto concorrere o per l'Italia o per la Jugoslavia in base alla loro libera scelta. Anche sulla base di tale sentenza le società del TLT potevano prendere parte al campionato italiano o a quello jugoslavo:
- Nella zona A le società non affiliate all'UCEF prendevano parte ai campionati della FIGC (la Triestina in Serie A, le minori in Serie C e nei campionati regionali). Alcune società di orientamento filoslavo decisero, però, di affiliarsi alla FSJ. Il caso più eclatante è quello già citato dell'Amatori Ponziana che militò per tre stagioni nel massimo campionato jugoslavo (1946-1949) prima di cessare definitivamente l'attività nel 1949 a causa del mutare della situazione politica (la sua esistenza era considerata un ostacolo alla distensione dei rapporti tra FIGC e FSJ).[19] Successivamente, nell'autunno del 1952 tre società della zona A (l'Ilirija di Prosecco-Contovello, lo Zarja di Basovizza e il Primorje di Trieste, rappresentanti frazioni a maggioranza slovena) si iscrissero al campionato del Litorale Sloveno (Primorje).[20][21] La militanza delle tre società nelle serie minori del campionato jugoslavo terminò nell'autunno 1953 a causa della chiusura delle frontiere conseguente alla crisi triestina.
- Le squadre della zona B invece disputarono i soli campionati locali dell'Unione dei Circoli di Educazione Fisica, scontrandosi anche con squadre della zona A, fino all'autunno 1951, allorquando si affiliarono alla Federazione calcistica della Jugoslavia: di conseguenza, a decorrere dalla stagione 1951-52, il campionato circondariale della zona B fu integrato nel sistema calcistico jugoslavo, con la possibilità per le migliori classificate di essere promosse nelle leghe repubblicane slovena o croata del campionato jugoslavo di calcio; inoltre, le squadre della zona jugoslava del TLT furono ammesse alle qualificazioni alla Coppa di Jugoslavia a partire dall'edizione 1952.[22] Nell'autunno 1953 le società del distretto di Buie, essendo considerate croate, furono trasferite dal campionato della Sottolega di Capodistria a quello della Sottolega di Pola.

Nel 1954 Trieste tornò a far parte dell'Italia, portando alla dissoluzione del Territorio Libero di Trieste, spartito tra Italia (che annesse la zona A) e Jugoslavia (a cui spettò la zona B).
Nel 1960 la Federcalcio sammarinese si assunse l'incarico di allestire una formazione sammarinese che potesse militare nel campionato italiano, dopo che nella stagione precedente era stata la Libertas-Tre Penne a giocare nelle divisioni italiane. Nacque così, nell'estate del 1960, la Società Sportiva Serenissima, che ereditò dalla Libertas-Tre Penne i colori sociali, il bianco e l'azzurro, e il primo campo da gioco, sito a Fiorentino. La squadra partì dalla Seconda Categoria emiliana, poiché in quel Comitato Regionale non esisteva ancora la Terza Categoria. Già nel 1962 arrivò la prima promozione, dopo il successo contro l'A.C. Chiavicone di Forlì. Cambiata denominazione in San Marino, la squadra sammarinese scalò le gerarchie del calcio italiano fino alla promozione in Serie C1 (dal 2007 Lega Pro Prima Divisione). Una seconda squadra sammarinese, la Juvenes/Dogana, pur continuando a militare nel campionato sammarinese, disputò il campionato regionale italiano di Promozione fino al 2007. Nel 2021 si iscrisse al campionato di Eccellenza Emilia-Romagna il Victor San Marino.
Di seguito l'elenco delle squadre straniere che hanno militato in passato nel campionato italiano:
- Chiasso di Chiasso (Svizzera) dal 1914 al 1922 in Prima Categoria (odierna Serie A).
- Triestina di Trieste (Territorio Libero di Trieste) dal 1947 al 1954 in Serie A.
- Ponziana di Trieste (Territorio Libero di Trieste) dal 1950 al 1952 in Serie C.
- Edera Trieste di Trieste (Territorio Libero di Trieste) dal 1947 al 1952 in Serie C.
- Libertas Trieste di Trieste (Territorio Libero di Trieste) dal 1947 al 1951 in Serie C, dal 1951 al 1954 in IV Serie.
- Sant'Anna Trieste di Trieste (Territorio Libero di Trieste) in Serie C nella stagione 1947-48.
- San Giovanni Trieste di Trieste (Territorio Libero di Trieste) in Serie C nella stagione 1947-48.
- Olympia Fiume di Fiume (Stato libero di Fiume) dal 1923 al 1924 in Seconda Divisione.
- San Marino di Serravalle (San Marino) dal 1960 al 2019, è ascesa dalla Seconda Categoria fino alla Lega Pro.
- Juvenes/Dogana di Dogana (San Marino) dal 2000 al 2007 ha giocato in Prima Categoria e Promozione.

Di seguito l'elenco delle squadre straniere che militano attualmente nel campionato italiano:
- Victor San Marino di Acquaviva (San Marino): dal 2021 gioca in Serie D.

## Squadre italiane non iscritte alla FIGC
- AP Campionese di Campione d'Italia, partecipante alla Quarta Lega ticinese del campionato svizzero di calcio.

## Il campionato italiano e gli scandali

### Revoche dei titoli dicampione d'Italia: ilcaso AllemandieCalciopoli

Il Torino che rivinse lo scudetto nel 1928, dopo la revoca del precedente per illecito

Nella stagione 1926-27 il Torino, allestito dal presidente conte Enrico Marone Cinzano, vinse il proprio girone eliminatorio e, trascinato dal cosiddetto Trio delle Meraviglie composto da Julio Libonatti, Adolfo Baloncieri e Gino Rossetti, conquistò il suo primo scudetto nella fase finale del campionato. La gioia dei granata fu però di breve durata, poiché nell'autunno 1927 il sodalizio piemontese incappò in uno scandalo in cui venne accusato di aver corrotto il terzino juventino Luigi Allemandi e subì la revoca del titolo. La reazione psicologica alla condanna fu la molla per il rilancio in classifica dei granata, partiti inizialmente un po' appagati nella nuova stagione, spingendoli a vincere il campionato 1927-1928. I dubbi sulla regolarità del procedimento giudiziario produssero, nel corso dei decenni successivi, vari tentativi di riaprire l'inchiesta da parte sia del Torino, sia del Bologna, secondo classificato.
Nel 2006, quasi ottant'anni dopo il caso Allemandi, il calcio italiano fu travolto da Calciopoli, uno scandalo relativo a combine arbitrali. Tra le molte squadre coinvolte spiccavano Juventus, Lazio, Fiorentina e Milan. Le prime tre furono retrocesse in primo grado in Serie B, mentre al Milan vennero inflitti trenta punti di penalizzazione nel campionato 2005-06 e otto punti di penalizzazione nel campionato 2006-07. In appello, Lazio e Fiorentina evitarono l'onta della retrocessione, mentre alla Juventus fu confermata la relegazione in Serie B con diciassette punti di penalizzazione, ridotti infine a 9 nell'ultimo grado di giudizio. Al club bianconero venne anche revocato lo scudetto 2004-05, mentre il campionato 2005-06 fu dapprima "non assegnato" e, in seguito, concesso a tavolino all'Inter, divenuta prima in classifica grazie alle penalizzazioni subite da Juventus e Milan.

### Calcioscommesse

#### Scandalo del 1980
Il 1º marzo 1980 un commerciante, Massimo Cruciani, presentò un esposto alla procura della Repubblica di Roma, sostenendo di essere stato truffato. Egli, tramite Alvaro Trinca, proprietario di un ristorante di cui era fornitore, era venuto in contatto con alcuni giocatori della Lazio, che lo avevano indotto a scommettere su alcune partite di Serie A che erano state combinate. Tuttavia, non tutti i risultati concordati si erano verificati, facendo perdere a Cruciani somme ingenti (centinaia di milioni di lire). In seguito alla denuncia di Cruciani e di Trinca, il 23 marzo 1980 (ventiquattresima giornata di Serie A e ventisettesima giornata di Serie B) la magistratura fece effettuare una serie di arresti proprio sui campi di gioco, a fine incontri. Altri ricevettero ordini di comparizione, tra cui Paolo Rossi del Perugia, Giuseppe Dossena e Giuseppe Savoldi del Bologna e Oscar Damiani del Napoli. Di Giorgio Morini si accertò la consegna a Roma di venti milioni, forniti dal presidente rossonero Felice Colombo, avvolti in carta da giornale per far tacere Fabio Trinca e Massimo Cruciani a seguito della partita contro la Lazio, giocata il 6 gennaio e vinta dal Milan per 2-1, mentre Paolo Rossi venne accusato d'aver concordato il pareggio dell'incontro Avellino-Perugia, giocato il 30 dicembre 1979 e finito 2-2. Le immagini degli arresti e delle camionette di Polizia e Guardia di Finanza presenti negli stadi sono famose ancora oggi per essere state riprese in diretta nel corso della trasmissione sportiva 90º minuto. Il 23 dicembre 1980 tutti gli indagati vennero prosciolti poiché il fatto, a livello penale, non costituiva reato. Vennero invece presi provvedimenti in ambito calcistico, in quanto venne provata l'accusa di illecito sportivo.
Milan e Lazio vennero così retrocesse a tavolino in Serie B per illecito sportivo. Per il Milan la retrocessione del 1980 fu la prima nella sua storia. Dopo aver vinto il Campionato di Serie B 1980-1981, retrocesse nuovamente tra i cadetti, al termine della stagione 1981-1982, ma questa volta con il verdetto sancito dal campo a causa del terzultimo posto in classifica. La Lazio tornò in Serie B dopo otto anni (e dopo aver vinto uno Scudetto nel 1973-1974), ma dovette aspettare la stagione 1982-1983 per ritornare in Serie A. L'Avellino, il Bologna e il Perugia non risentirono in partenza dei cinque punti di penalizzazione; la squadra umbra retrocesse in Serie B al termine della stagione successiva e sarebbe tornata in Serie A quindici anni dopo. Il giocatore Paolo Rossi, a causa della squalifica, non disputò l' Europeo '80. Tornò a giocare il 29 aprile 1982, disputando solo le ultime tre partite di campionato con la Juventus; nonostante lo scarso numero di gare giocate, il lungimirante CT azzurro Enzo Bearzot lo inserì nella lista dei convocati per il Mondiale spagnolo, dove risultò capocannoniere del torneo ed elemento fondamentale per la vittoria del titolo.

#### Scandalo del 1986
Il 2 maggio 1986 si costituiva e veniva arrestato Armando Carbone, braccio destro di Italo Allodi (a quell'epoca dirigente del Napoli), che confessò l'esistenza di un giro di scommesse riguardanti alcune partite di calcio nei campionati professionistici, dalla Serie A fino alla Serie C2, dal 1984 al 1986. Dario Maraschin, all'epoca presidente del Lanerossi Vicenza, confessò di aver versato centoventi milioni di lire per vincere la partita contro l'Asti e lo spareggio contro il Piacenza nel Campionato di 1984-1985, ma di non aver truccato nessun incontro nel 1985-1986 in Serie B. In realtà, vennero raccolte varie intercettazioni telefoniche che dimostrarono il contrario, soprattutto negli incontri contro Monza e Perugia. Successivamente, anche il presidente del Perugia, Spartaco Ghini, ammise che la sua società, unica tra quelle inquisite a preferire la retrocessione piuttosto che una forte penalizzazione, aveva commesso illeciti sportivi. Vennero deferite alla procura federale della FIGC, gestita da Corrado De Biase, le seguenti società: Bari (*), Napoli (*), Udinese in Serie A, Brescia (*), Cagliari, Empoli (*), Lazio, Monza (*), Palermo, Perugia, Sambenedettese (*), Triestina, Lanerossi Vicenza in Serie B, Cavese, Foggia, Reggiana (*), Carrarese, (*) Salernitana (*) in Serie C1 e Pro Vercelli (*) in Serie C2. Alcune di loro vennero prosciolte dall'inchiesta (società indicate con l'asterisco), mentre le altre subirono diverse penalizzazioni.
La penalizzazione di nove punti costò molto a Udinese e Lazio; i friulani retrocessero in Serie B al termine della stagione 1986-1987, mentre i biancocelesti riuscirono a salvarsi dalla Serie C1 dopo aver vinto gli spareggi contro Taranto (salvo) e Campobasso (retrocesso) per l'ultimo posto disponibile; senza la penalizzazione, l'Udinese sarebbe rimasta in A (a svantaggio dell'Empoli), mentre la Lazio sarebbe arrivata sesta in classifica, a pari punti con il Genoa. Il Cagliari retrocesse in Serie C1, ma sarebbe retrocesso anche senza penalizzazione. Il Lanerossi Vicenza, che si era visto revocare la promozione in Serie A, retrocesse in Serie C1 al termine di una stagione negativa. Per la Triestina i quattro punti in meno non furono determinanti in quella stagione, ma senza il punto tolto nel campionato 1985-1986 i giuliani sarebbero stati promossi in A al posto del Vicenza. Successivamente, venne penalizzata di cinque punti nella stagione 1987-1988 per aver combinato una partita contro l'Empoli nella stagione 1985-1986 e, a causa di questa nuova penalizzazione, venne retrocessa in Serie C1 al termine della stagione seguente. Il Perugia, la Cavese e il Foggia non furono influenzati dalle penalizzazioni.

#### Scandalo del 2011
Un ulteriore scandalo calcioscommesse venne alla luce il 1º giugno 2011, quando, a seguito di indagini condotte dalla procura di Cremona nell'ambito dell'inchiesta denominata Last bet, furono eseguiti numerosi provvedimenti di custodia cautelare nei confronti di varie persone legate al mondo del calcio e a quello delle scommesse sportive. La procura di Cremona si avvalse sin dall'inizio delle informazioni fornite ai media e denunciate alle autorità competenti dall'operatore austriaco SKS365 Group. Fra i nomi più noti, spiccavano quelli del capitano dell'Atalanta Cristiano Doni e degli ex calciatori Stefano Bettarini e Giuseppe Signori. Nell'indagine sportiva, condotta dal procuratore federale Stefano Palazzi, furono deferiti alla Commissione Disciplinare della Federcalcio 26 tesserati e diciotto società, con accuse che spaziavano dall'illecito sportivo alla semplice violazione del divieto di scommettere per i tesserati. I processi sportivi svoltisi nell'agosto 2011 videro gli organi giudicanti della FIGC accogliere sostanzialmente l'impianto accusatorio di Palazzi: furono irrogate pesanti squalifiche nei confronti di molti tesserati, ritenuti colpevoli di illecito sportivo, e diversi punti di penalizzazione nei confronti delle società coinvolte per responsabilità oggettiva o presunta. Due società (Alessandria e Ravenna) furono ritenute direttamente responsabili e, pertanto, furono retrocesse di categoria.
Il 19 dicembre 2011 furono eseguiti nuovi arresti nell'ambito della seconda tranche dell'inchiesta della procura di Cremona. Fra gli altri, furono arrestati l'ex calciatore Luigi Sartor e l'ex capitano dell'Atalanta Doni, già squalificato per tre anni e mezzo dalla giustizia sportiva. Doni, che cercò di sottrarsi all'arresto con un tentativo di fuga, fu accusato di tentato inquinamento delle prove. Finirono sotto inchiesta diverse partite (anche di Serie A e di Coppa Italia) non solo della stagione 2010-2011, ma anche di quella precedente (2009-2010) e di quella successiva (2011-2012). Il 4 febbraio 2012 fu arrestato il portiere del Piacenza Mario Cassano, mentre il 2 aprile 2012 finì agli arresti, nell'ambito di un'inchiesta parallela condotta dalla procura di Bari, l'ex difensore barese Andrea Masiello, nel frattempo trasferitosi all'Atalanta.
Durante la seconda fase, la procura di Cremona ha rivelato che si è giunti all'arresto dei nuovi indagati in seguito a un'inchiesta transnazionale sul calcio scommesse che parte da Singapore, in particolare grazie alle dichiarazioni di Wilson Raj Perumal, cittadino di Singapore arrestato in Finlandia. L'organizzazione sarebbe stata gestita da Eng See Tan detto "Dan". L'organizzazione aveva poi diramazioni in tutto il mondo e, in particolare, in Italia, tramite il gruppo dei "bolognesi", riconducibile a Signori, e quello degli "zingari", riconducibile a Gegic e Gervasoni. La forza economica e corruttiva del "Dan" sarebbe stata tale da arrivare a ipotizzare l'acquisto dell'AlbinoLeffe al fine di truccare le partite.
Il 28 maggio 2012 una nuova ondata di provvedimenti restrittivi colpisce, fra gli altri, il capitano della Lazio Stefano Mauri e l'ex giocatore del Genoa Omar Milanetto, nel frattempo trasferitosi al Padova. Fra gli indagati non sottoposti a provvedimenti restrittivi compare anche il nome dell'ex allenatore del Siena Antonio Conte, nel frattempo passato alla Juventus con cui ha appena vinto lo scudetto, del quale viene disposta la perquisizione dell'abitazione, nonché quelli di due difensori della nazionale italiana in ritiro pre Europeo 2012: l'ex barese Leonardo Bonucci, anch'egli fresco scudettato con la Juventus, e l'ex genoano Domenico Criscito, passato nel frattempo allo Zenit San Pietroburgo. Quest'ultimo subisce la perquisizione della propria camera d'albergo a Coverciano e, a differenza di Bonucci, viene immediatamente escluso dalla lista definitiva dei convocati per l'Europeo, in quanto destinatario di avviso di garanzia. L'accusa per tutti gli indagati è sempre quella di associazione a delinquere finalizzata alla truffa e alla frode sportiva. Con le medesime accuse e con l'aggravante del riciclaggio di denaro, è indagato ancora Giuseppe Signori, già radiato dalla giustizia sportiva.
Tra maggio e luglio 2012, nel frattempo, si sono svolti i processi sportivo di primo e secondo grado per sessantuno tesserati e ventidue società deferiti dal procuratore Palazzi in relazione al secondo filone dell'inchiesta di Cremona. Alcuni dei deferiti erano già stati giudicati e sanzionati nel primo filone di indagini. Le partite sotto inchiesta hanno riguardato la Serie B 2010-2011, più alcuni incontri di Coppa Italia delle edizioni 2010-11 e 2011-12 e un incontro della Coppa Italia Lega Pro 2010-2011. Alle società coinvolte sono state inflitte penalizzazioni in classifica di varie entità per responsabilità oggettiva negli illeciti contestati ai propri tesserati. Le penalità sono state scontate nella stagione 2012-2013.

## Qualificazioni alle coppe europee

### UEFA Champions League
A partire dalla stagione 2017-18, per la UEFA Champions League si qualificano le prime quattro squadre in classifica, direttamente alla fase campionato. 
Nella stagione 2023-2024, vista la riforma della massima competizione europea e al regolamento che consente alle due Federazioni che totalizzano nella stagione in corso il maggior punteggio del coefficiente UEFA, per la prima volta anche la quinta classificata si è qualificata per la fase campionato.

### UEFA Europa League
La qualificazione alla UEFA Europa League è ad appannaggio di norma della quinta classificata e della vincitrice della Coppa Italia, che si qualificano direttamente alla fase campionato. Qualora quest'ultime siano già qualificate alle coppe europee, subentra la sesta ed eventualmente la settima classificata del campionato.

### UEFA Conference League
Per la UEFA Conference League, introdotta nella stagione 2021-2022, si qualifica la sesta classificata, che parte dagli spareggi. Qualora essa dovesse subentrare per il posto in UEFA Europa League, sarebbe la settima classificata a prendere parte alla UEFA Conference League.